# 賴清德內閣
賴清德內閣是指2017年9月8日至2019年1月14日期間，由時任行政院院長賴清德所領導的中華民國內閣，是蔡英文政府的第二個內閣。
2017年9月4日，時任行政院院長林全以完成階段性任務為由請辭獲准；同月7日內閣總辭；8日由賴清德內閣接替林全內閣。曾被媒體稱為「戰鬥內閣」，但賴內閣自許為「建設內閣」、「實事內閣」，推動國家建設及務實政策。
2018年11月24日，民主進步黨在九合一選舉敗選，賴清德宣布請辭行政院院長，但其後接受總統蔡英文慰留。2019年1月10日，因行政院總預算案通過，階段性任務完成，賴清德宣布1月11日內閣總辭，並於1月14日由第二次蘇貞昌內閣接替賴清德內閣。

## 組閣過程
2017年9月4日，有消息透露內閣改組，隨後行政院在中午證實行政院院長林全已於3日向蔡英文總統提出辭呈，總統府秘書長吳釗燮表示總統將在5日上午舉行記者會，後於記者會正式公布新任閣揆為時任臺南市市長賴清德。

## 內閣組成

### 內閣成員
| 頭銜                             | 肖像 | 姓名                   | 就任日期       | 副部會首長                                                                      | 備註                                                 |
| -------------------------------- | ---- | ---------------------- | -------------- | ------------------------------------------------------------------------------- | ---------------------------------------------------- |
| 行政院院長                       |      | 賴清德（民進）         | 2017年9月8日   | 不適用                                                                          |                                                      |
| 行政院副院長                     |      | 施俊吉（無黨）         | 2017年9月8日   |                                                                                 |                                                      |
| 行政院秘書長                     |      | 何佩珊（民進）（代理） | 2018年12月29日 | 政務副秘書長：何佩珊（民進） 常務副秘書長：宋餘俠                               |                                                      |
| 政務委員                         |      | 林萬億（民進）         | 2016年5月20日  | 不適用                                                                          | 林全內閣續任                                         |
| 政務委員                         |      | 張景森（無黨）         | 2016年5月20日  | 林全內閣續任 兼任行政院金馬聯合服務中心主任                                     |                                                      |
| 政務委員                         |      | 吳政忠（無黨）         | 2016年5月20日  | 林全內閣續任                                                                    |                                                      |
| 政務委員                         |      | 鄧振中（無黨）         | 2016年8月9日   | 林全內閣續任 兼任行政院經貿談判辦公室總代表                                     |                                                      |
| 政務委員                         |      | 唐鳳（無黨）           | 2016年10月1日  | 林全內閣續任                                                                    |                                                      |
| 政務委員                         |      | 陳美伶（無黨）         | 2017年9月8日   | 兼任國家發展委員會主任委員                                                      |                                                      |
| 政務委員                         |      | 羅秉成（無黨）         | 2017年9月20日  |                                                                                 |                                                      |
| 政務委員                         |      | 吳澤成（無黨）         | 2017年11月6日  | 兼任行政院公共工程委員會主任委員                                                |                                                      |
| 內政部部長                       |      | 徐國勇（民進）         | 2018年7月16日  | 政務次長：花敬群（民進）、陳宗彥（民進） 常務次長：林慈玲                       |                                                      |
| 外交部部長                       |      | 吳釗燮（民進）         | 2018年2月26日  | 政務次長：謝武樵、徐斯儉 常務次長：曹立傑                                       |                                                      |
| 國防部部長                       |      | 嚴德發（無黨）         | 2018年2月26日  | 軍政副部長：沈一鳴 軍備副部長：張冠群 參謀總長：李喜明 常務次長：梅家樹、徐衍璞 |                                                      |
| 財政部部長                       |      | 蘇建榮（無黨）         | 2018年7月16日  | 政務次長：莊翠雲、吳自心 常務次長：阮清華                                       |                                                      |
| 教育部部長                       |      | 姚立德（無黨）（代理） | 2018年12月26日 | 政務次長：姚立德、范巽綠（民進） 常務次長：林騰蛟                               |                                                      |
| 法務部部長                       |      | 蔡清祥（無黨）         | 2018年7月16日  | 政務次長：陳明堂、蔡碧仲 常務次長：張斗輝                                       |                                                      |
| 經濟部部長                       |      | 沈榮津（無黨）         | 2017年8月15日  | 政務次長：龔明鑫、曾文生（民進） 常務次長：王美花                               | 尚未改造之部會                                       |
| 交通部部長                       |      | 王國材（無黨）（代理） | 2018年12月3日  | 政務次長：王國材 常務次長：祁文中                                               | 尚未改造之部會                                       |
| 文化部部長                       |      | 鄭麗君（民進）         | 2016年5月20日  | 政務次長：丁曉菁、蕭宗煌 常務次長：李連權                                       | 林全內閣續任                                         |
| 衛生福利部部長                   |      | 陳時中（民進）         | 2017年2月8日   | 政務次長：呂寶靜、何啟功 常務次長：薛瑞元（民進）                               | 林全內閣續任                                         |
| 勞動部部長                       |      | 許銘春（民進）         | 2018年2月26日  | 政務次長：施克和（民進） 常務次長：林三貴                                       |                                                      |
| 科技部部長                       |      | 陳良基（無黨）         | 2017年2月8日   | 政務次長：許有進、謝達斌 常務次長：鄒幼涵                                       | 林全內閣續任                                         |
| 行政院農業委員會主任委員         |      | 陳吉仲（無黨）（代理） | 2018年12月4日  | 政務副主任委員：陳吉仲、李退之（民進） 常務副主任委員：黃金城                   | 尚未改造之部會                                       |
| 行政院環境保護署署長             |      | 蔡鴻德（無黨）（代理） | 2018年12月4日  | 政務副署長：蔡鴻德 常務副署長：張子敬                                           | 尚未改造之部會                                       |
| 國家發展委員會主任委員           |      | 陳美伶（無黨）         | 2017年9月8日   | 政務副主任委員：曾旭正、鄭貞茂 常務副主任委員：高仙桂                           | 政務委員兼任                                         |
| 大陸委員會主任委員               |      | 陳明通（民進）         | 2018年3月19日  | 政務副主任委員：邱垂正（民進）、陳明祺 常務副主任委員：李麗珍                   |                                                      |
| 金融監督管理委員會主任委員       |      | 顧立雄（民進）         | 2017年9月8日   | 政務副主任委員：張傳章 常務副主任委員：黃天牧                                   |                                                      |
| 海洋委員會主任委員               |      | 黃煌煇（無黨）         | 2018年4月28日  | 政務副主任委員：李仲威、陳陽益 常務副主任委員：（暫缺）                         |                                                      |
| 僑務委員會委員長                 |      | 吳新興（民進）         | 2016年5月20日  | 政務副委員長：高建智（民進） 常務副委員長：呂元榮                               | 林全內閣續任                                         |
| 國軍退除役官兵輔導委員會主任委員 |      | 邱國正（無黨）         | 2018年2月26日  | 政務副主任委員：李文忠（民進） 常務副主任委員：呂嘉凱                           |                                                      |
| 原住民族委員會主任委員           |      | 夷將·拔路兒（民進）    | 2016年5月20日  | 政務副主任委員：伊萬·納威、汪明輝 常務副主任委員：鍾興華                        | 林全內閣續任                                         |
| 客家委員會主任委員               |      | 李永得（民進）         | 2016年5月20日  | 政務副主任委員：楊長鎮（民進） 常務副主任委員：范佐銘                           | 林全內閣續任                                         |
| 中央選舉委員會主任委員           |      | 陳朝建（無黨）（代理） | 2018年12月3日  | 副主任委員：陳朝建                                                              | 任期制獨立機關，不受內閣改組影響                     |
| 公平交易委員會主任委員           |      | 黃美瑛（無黨）         | 2017年2月1日   | 副主任委員：彭紹瑾（民進）                                                      | 任期制獨立機關，不受內閣改組影響                     |
| 國家通訊傳播委員會主任委員       |      | 詹婷怡（無黨）         | 2016年8月1日   | 副主任委員：翁柏宗                                                              | 任期制獨立機關，不受內閣改組影響                     |
| 促進轉型正義委員會主任委員       |      | 楊翠（無黨）（代理）   | 2018年10月15日 | 副主任委員：（暫缺）                                                            | 任期制獨立機關，不受內閣改組影響                     |
| 中央銀行總裁                     |      | 楊金龍（無黨）         | 2018年2月26日  | 副總裁：嚴宗大、陳南光                                                          | 依《中央銀行法》為任期制類獨立機關，不受內閣改組影響 |
| 行政院原子能委員會主任委員       |      | 謝曉星（無黨）         | 2016年5月20日  | 政務副主任委員：吳美玲 常務副主任委員：邱賜聰                                   | 林全內閣續任 尚未改造之部會                          |
| 行政院公共工程委員會主任委員     |      | 吳澤成（無黨）         | 2017年11月23日 | 政務副主任委員：顏久榮                                                          | 政務委員兼任 尚未改造之部會                          |
| 行政院主計總處主計長             |      | 朱澤民（無黨）         | 2016年5月20日  | 政務副主計長：陳瑞敏 常務副主計長：蔡鴻坤                                       | 林全內閣續任                                         |
| 行政院人事行政總處人事長         |      | 施能傑（無黨）         | 2016年5月20日  | 政務副人事長：蘇俊榮 常務副人事長：懷敍                                         | 林全內閣續任                                         |
| 國立故宮博物院院長               |      | 陳其南（民進）         | 2018年7月16日  | 政務副院長：李靜慧 常務副院長：黃永泰                                           |                                                      |
| 行政院發言人                     |      | 谷辣斯·尤達卡（民進）  | 2018年7月16日  | 政務副發言人：丁允恭（民進）                                                    |                                                      |

## 內閣成員變動

### 首長異動
| 內閣首長異動                     | 內閣首長異動 | 內閣首長異動 | 內閣首長異動   | 內閣首長異動   | 內閣首長異動       | 內閣首長異動                         |
| 頭銜                             | 肖像         | 姓名         | 就任日期       | 離任日期       | 繼任               | 備註                                 |
| -------------------------------- | ------------ | ------------ | -------------- | -------------- | ------------------ | ------------------------------------ |
| 中央選舉委員會主任委員           |              | 劉義周       | 2015年1月29日  | 2017年11月3日  | 陳英鈐             | 固定任期屆滿                         |
| 臺灣省政府主席                   |              | 許璋瑤       | 2016年6月29日  | 2017年11月6日  | 吳澤成             | 轉任台灣證券交易所董事長             |
| 行政院公共工程委員會主任委員     |              | 吳宏謀       | 2016年5月20日  | 2017年11月23日 | 吳澤成             | 轉任台灣港務公司董事長               |
| 中央銀行總裁                     |              | 彭淮南       | 1998年2月25日  | 2018年2月26日  | 楊金龍             | 固定任期屆滿，轉任中央銀行無給職顧問 |
| 外交部部長                       |              | 李大維       | 2016年5月20日  | 2018年2月26日  | 吳釗燮             | 升任國家安全會議秘書長               |
| 國防部部長                       |              | 馮世寬       | 2016年5月20日  | 2018年2月26日  | 嚴德發             | 轉任國防安全研究院董事長             |
| 勞動部部長                       |              | 林美珠       | 2017年2月8日   | 2018年2月26日  | 許銘春             | 轉任台灣金聯資產管理公司董事長       |
| 行政院大陸委員會主任委員         |              | 張小月       | 2016年5月20日  | 2018年2月26日  | 陳明通             | 轉任海峽交流基金會董事長             |
| 國軍退除役官兵輔導委員會主任委員 |              | 李翔宙       | 2016年5月20日  | 2018年2月26日  | 邱國正             | 轉任中華民國駐丹麥大使               |
| 教育部部長                       |              | 潘文忠       | 2016年5月20日  | 2018年4月14日  | 吳茂昆             | 轉任總統府國策顧問                   |
| 教育部部長                       |              | 吳茂昆       | 2018年4月19日  | 2018年5月29日  | 葉俊榮             |                                      |
| 臺灣省政府主席                   |              | 吳澤成       | 2017年11月7日  | 2018年6月30日  | （臺灣省政府裁撤） |                                      |
| 內政部部長                       |              | 葉俊榮       | 2016年5月20日  | 2018年7月15日  | 徐國勇             | 轉任教育部部長                       |
| 財政部部長                       |              | 許虞哲       | 2016年5月20日  | 2018年7月15日  | 蘇建榮             | 轉任台灣期貨交易所董事長             |
| 法務部部長                       |              | 邱太三       | 2016年5月20日  | 2018年7月15日  | 蔡清祥             | 升任國家安全會議首席諮詢委員         |
| 交通部部長                       |              | 賀陳旦       | 2016年5月20日  | 2018年7月15日  | 吳宏謀             |                                      |
| 國立故宮博物院院長               |              | 林正儀       | 2016年5月20日  | 2018年7月15日  | 陳其南             |                                      |
| 行政院發言人                     |              | 徐國勇       | 2016年10月1日  | 2018年7月15日  | 谷辣斯·尤達卡      | 轉任內政部部長                       |
| 促進轉型正義委員會主任委員       |              | 黃煌雄       | 2018年5月31日  | 2018年10月6日  | 楊翠               |                                      |
| 中央選舉委員會主任委員           |              | 陳英鈐       | 2017年11月21日 | 2018年12月3日  | 李進勇             |                                      |
| 交通部部長                       |              | 吳宏謀       | 2018年7月16日  | 2018年12月3日  | 林佳龍             | 轉任中華郵政董事長                   |
| 行政院農業委員會主任委員         |              | 林聰賢       | 2017年2月8日   | 2018年12月3日  | 陳吉仲             | 轉任中央畜產會董事長                 |
| 行政院環境保護署署長             |              | 李應元       | 2016年5月20日  | 2018年12月3日  | 張子敬             | 轉任中華民國駐泰國大使               |
| 教育部部長                       |              | 葉俊榮       | 2018年7月16日  | 2018年12月25日 | 潘文忠             |                                      |
| 行政院秘書長                     |              | 卓榮泰       | 2017年9月8日   | 2018年12月28日 | 李孟諺             | 參與民進黨主席補選，並且順利當選     |
| 福建省政府主席                   |              | 張景森       | 2016年5月20日  | 2018年12月31日 | （福建省政府裁撤） |                                      |

### 副首長異動
| 內閣副首長異動               | 內閣副首長異動 | 內閣副首長異動 | 內閣副首長異動 | 內閣副首長異動 | 內閣副首長異動 | 內閣副首長異動                                   |
| 頭銜                         | 肖像           | 姓名           | 就任日期       | 離任日期       | 繼任           | 備註                                             |
| ---------------------------- | -------------- | -------------- | -------------- | -------------- | -------------- | ------------------------------------------------ |
| 中央選舉委員會副主任委員     |                | 陳文生         | 2015年1月29日  | 2017年11月3日  | 陳朝建         | 固定任期屆滿                                     |
| 中央銀行副總裁               |                | 楊金龍         | 2008年3月10日  | 2018年2月25日  | 陳南光         | 升任中央銀行總裁                                 |
| 國家發展委員會政務副主任委員 |                | 邱俊榮         | 2017年9月8日   | 2018年7月8日   | 鄭貞茂         | 轉任台灣經濟研究院無給職顧問                     |
| 文化部政務次長               |                | 楊子葆         | 2016年5月20日  | 2018年8月6日   | 蕭宗煌         | 轉任駐愛爾蘭大使                                 |
| 促進轉型正義委員會副主任委員 |                | 張天欽         | 2018年5月31日  | 2018年9月12日  | 葉虹靈         |                                                  |
| 法務部政務次長               |                | 蔡碧仲         | 2016年11月21日 | 2018年9月17日  | 蔡碧仲         | 轉任花蓮縣代理縣長，2018年12月25日回任法務部原職 |
| 行政院環境保護署政務副署長   |                | 詹順貴         | 2016年5月20日  | 2018年10月8日  | 蔡鴻德         |                                                  |

## 任內政策
- 軍公教加薪3%
- 停止與北韓雙邊貿易[10]
- 台電增加燃氣與燃煤機組[11]
- 一例一休再修正[12]
- 通過促進轉型正義條例[13]
- 擴大限塑政策[14]
- 農田水利會改制官派
- 取消兩岸春節加班機反制M503航路
- 台電重啟核二廠2號機
- 台電深澳發電廠擴建案
- 中油桃園觀塘第三天然氣接收站興建案
- 省級機關預算歸零
- 推動高雄科學園區二期用地[15][16]
- 依公投結果廢止2025非核家園年限

## 任內事件
- 慶富案
- 2017年勞動基準法修正爭議
- 2018年花蓮地震
- 2018年台灣衛生紙搶購現象
- 2018年國立臺灣大學校長遴選事件
- 促轉會介入選舉風波
- 2018年宜蘭普悠瑪列車出軌事故
- 2018年中華民國全國性公民投票
- 台灣非洲豬瘟防護

## 註解
1. 1 2 3 4  張善政內閣續任。
2. ↑  國防部置副部長2人，軍文職併用，特任官或上將出任。
3. ↑  相當於軍令副部長。
4. ↑  國防部置常務次長2人，簡任第14職等或中將。
5. ↑  工程會置政務副主委2人，無常務副主委設置。